# Markus Stockhausen

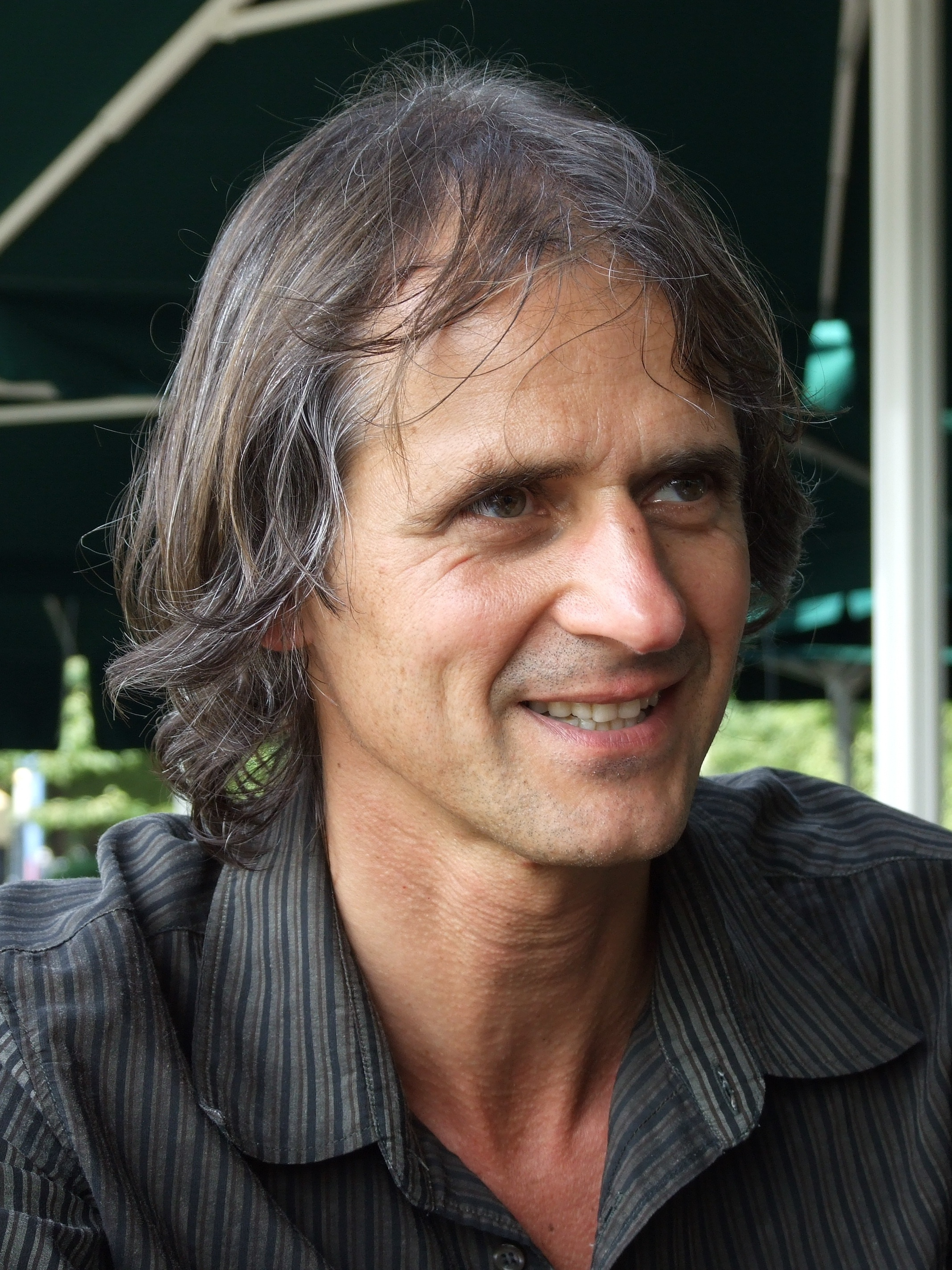
Markus Stockhausen (2007)

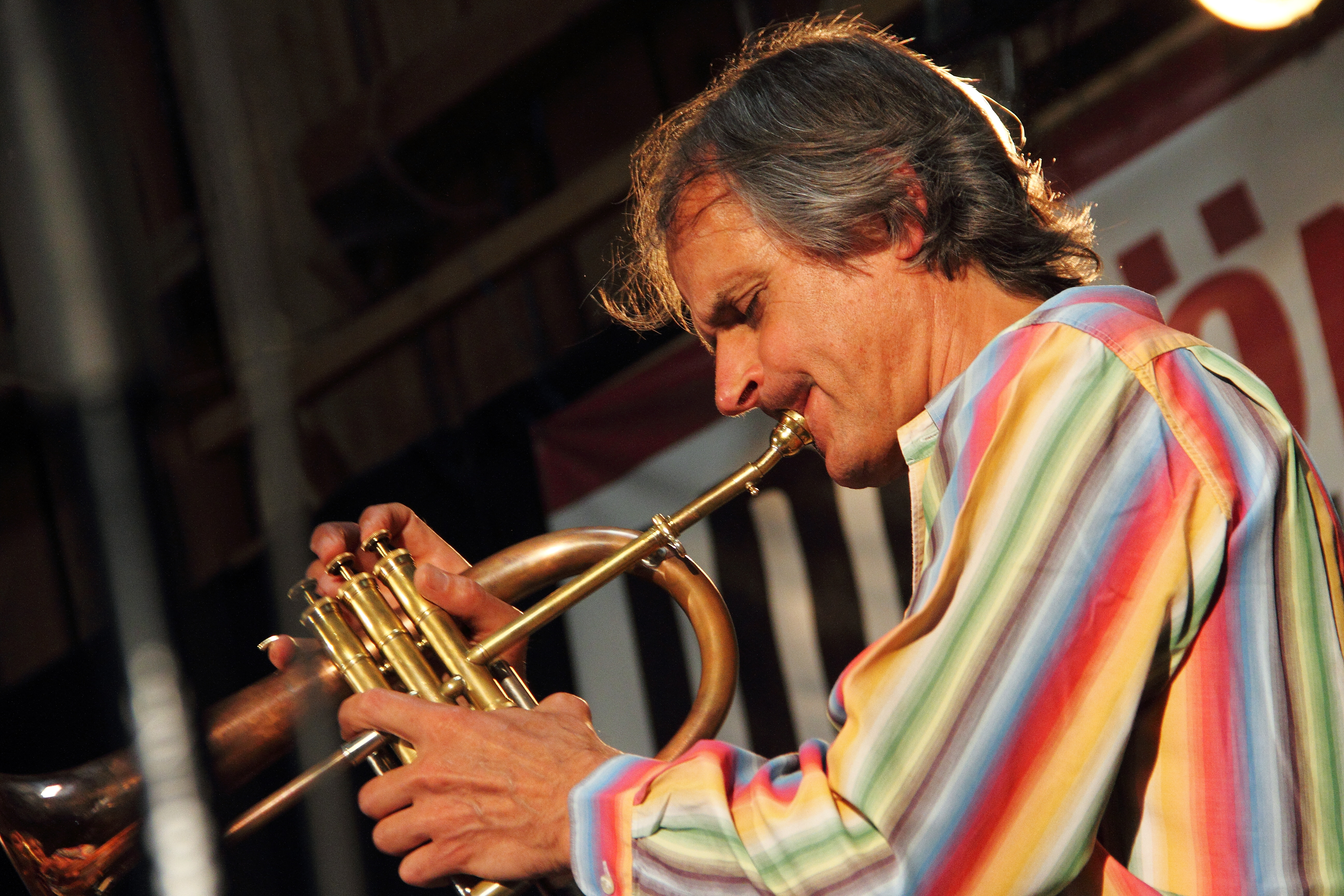
Auf dem INNtöne Jazzfestival (2017)

Markus Stockhausen (* 2. Mai 1957 in Köln) ist ein deutscher Trompeter und Komponist. Er ist ein Sohn des Komponisten Karlheinz Stockhausen und dessen erster Ehefrau Doris (geb. Andreae) sowie der Halbbruder des Musikers Simon Stockhausen.

## Leben und Wirken
Stockhausen besuchte das Kölner Musikgymnasium und studierte 1974 bis 1982 an der Hochschule für Musik Köln klassische Trompete bei Robert Platt und Jazztrompete bei Manfred Schoof. Weitere Lehrer waren Pierre Thibaud, Thomas Stevens, Carmine Caruso und Konradin Groth.
Von 1975 bis 2001 spielte er in Ensembles seines Vaters Karlheinz Stockhausen mit, der viele Werke für ihn schrieb, u. a. die Solopartien in SIRIUS, DONNERSTAG aus LICHT mit dem Hauptwerk Michaels Reise um die Erde, quasi einem  Trompetenkonzert, SAMSTAG aus LICHT mit Invasion und Pietà. Daneben arbeitete er mit mehreren Jazzgruppen zusammen, mit Key (1974–1979), der Rainer Brüninghaus Group (1980–1984) und seinem Improvisationsensemble Kairos (1985–1991).
1989 gründete er mit seinem Bruder Simon Stockhausen und Schlagzeuger Jo Thönes das Trio Aparis. Bei den Berliner Jazztagen 1995 trat er mit seinem Possible Worlds Orchestra auf, dem Nguyên Lê (elektrische Gitarre), Gergely Ittzés (Flöte), Rohan de Saram (Cello), Fabrizio Ottaviucci (Piano), Simon Stockhausen (Synthesizer), François Moutin (Bass), Ramesh Shotham (Perkussion) und Walter Quintus (Klangtechnik) angehörten. Weiter entwickelte er die Intuitive Musik im Projekt Sopra le Nuvole mit Fabrizio Ottaviucci (Piano), Tara Bouman (Klarinette), Stefano Scodanibbio (Bass), Mark Nauseef (Perkussion). Seine Jazzformationen waren u. a. das Trio MAP mit Arild Andersen (Bass) und Patrice Héral (Perkussion), teilweise erweitert zu Kartā mit dem Gitarristen Terje Rypdal, das Trio Lichtblick mit dem Pianisten Angelo Comisso und Christian Thomé (Schlagzeug), das Duo Landscapes mit Ferenc Snétberger (Gitarre), oder Sol Mestizo zusammen mit Enrique Díaz (Bass). 2005 veröffentlichte er sein (bis zur CD-Box Wild Life, 2020) letztes gemeinsames Album mit Bruder Simon (nonDuality). 2008 gründete Stockhausen mit Tara Bouman (Klarinette), Dinesh Mishra (Bansuri Flöte), Rabih Lahoud (Gesang), Florian Weber (Piano) und Dimitrios Dorian Kokiousis (Schlagzeug) die Weltmusikgruppe Eternal Voyage, die mittlerweile umbesetzt wurde mit Alireza Mortazavi (Santur), Hindol Deb (Sitar), Bodek Janke (Perkussion).
Aktuell spielt er zudem im Duo Moving Sounds mit Tara Bouman (Klarinette/Bassklarinette), im Duo Inside Out mit Florian Weber und in Quadrivium mit Angelo Comisso (Piano), Jörg Brinkmann (Cello) sowie Christian Thomé (Schlagzeug). 2018 entstand das neue siebenköpfige Ensemble Wild Life (mit Simon Stockhausen, Florian Weber, Jörg Brinkmann, Michelangelo Flammia, Christian Thomé, Bodek Janke).
Zwischen 2000 und 2010 veranstaltete er in St. Maternus in Köln eine monatliche Konzertreihe mit intuitiver Musik. Der Lichtkünstler Rolf Zavelberg entwickelte zur Musik adäquate Lichtinstallationen. Daneben gab er Sommerkurse für Trompete und unterrichtete von 1996 bis 2001 an der Kölner Hochschule für Musik.

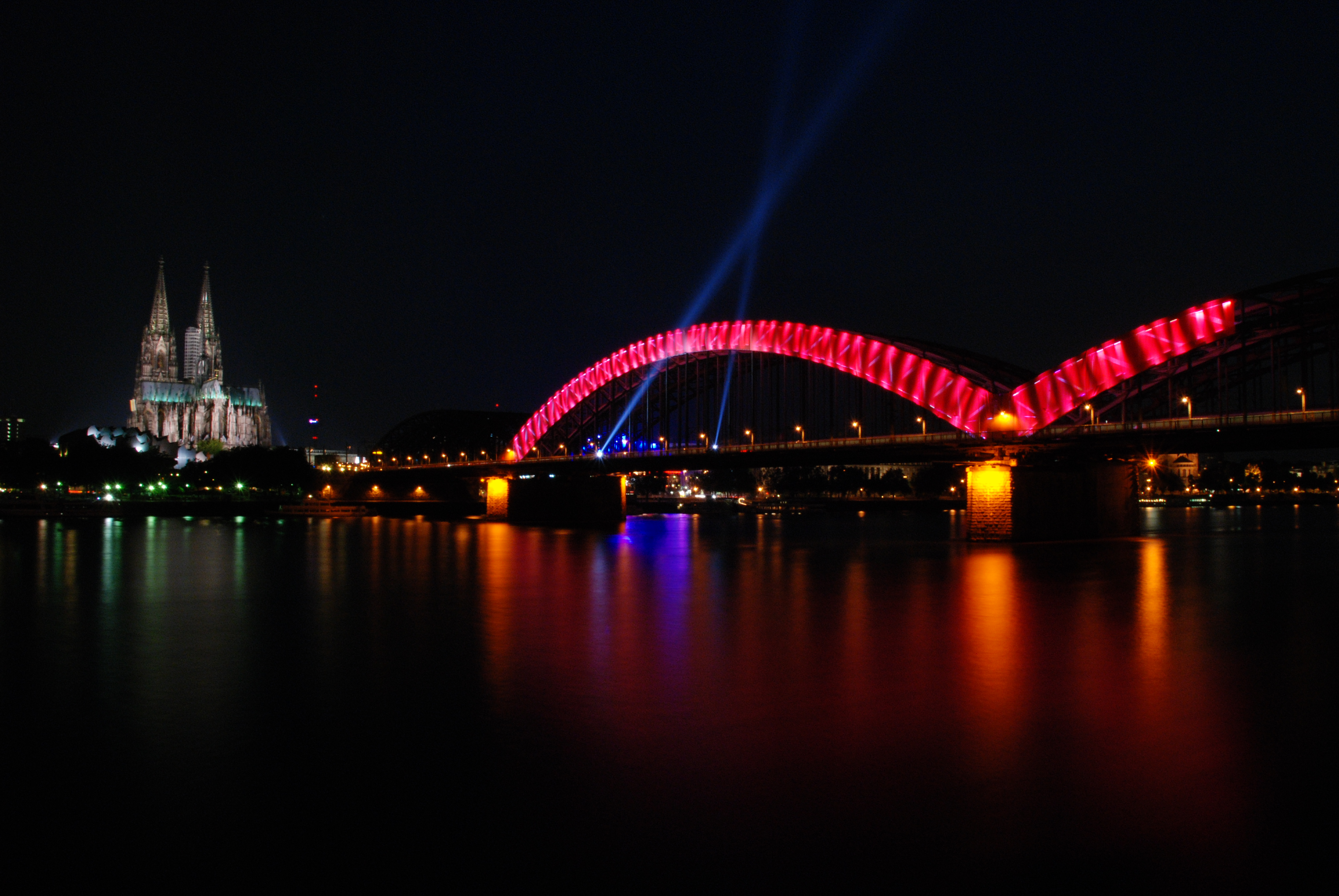
Logo-Illumination während der Komposition Abendglühen beim „Abend der Begegnung“, Kirchentag 2007

2007 schrieb er für den 31. Deutschen Evangelischen Kirchentag in Köln das Werk Abendglühen. Abendglühen ist ein Stück für sechs Bläserchöre und eine improvisierende Solotrompete. Das Konzert bildete den Abschluss des Eröffnungsabends Abend der Begegnung. Die Aufführung erlebten am Rheinufer mehr als 150.000 Menschen; sie wurde live im Westdeutschen Rundfunk (WDR) übertragen.
In Zusammenarbeit mit dem Regisseur Amos Gitai entstanden die Filmmusiken zu Berlin-Jerusalem und Golem, the Petrified Garden. Gemeinsam mit seinem Bruder Simon komponierte er im Auftrag der Kölner Philharmonie zu deren fünfjährigem Bestehen 1991 die Köln Musik Fantasy, die mit einer Licht-Laser-Show und Feuerwerk aufgeführt wurde. Zum zehnten Jubiläum der Kölner Philharmonie wurde 1996 das Stück Jubilee vor wieder mehr als 100.000 Zuschauern aufgeführt. Weiterhin komponierte er gemeinsam mit seinem Bruder Theatermusiken zu Metamorfosi di una Melodia, Ansichten eines Clowns (1996) und einer musikalischen Rezitation der Sieben Psalmen (EMIclassics). Gemeinsam mit Hanna Schygulla, Simon Stockhausen und Manos Tsangaris entwickelte er das Projekt Kronos Kairos für das Staatstheater Mainz.
In Zusammenarbeit mit dem Bildhauer Norbert Müller-Everling entstanden Lila (1986–1989), ein Stück für Tanz, Musik und geometrische Lichteffekte sowie Lebendige Schöpfung und in Zusammenarbeit mit dem Bildhauer Helmut Lutz in Neuf-Brisach Radbühne, Im Augenblick und Klangstern. 1995 wurde auf einem Klangschiff auf der Donau das Stück Donautropfen aufgeführt, 1996 und 1997 das Werk Im Augenblick. Weiterhin schrieb er Auftragskompositionen für die London Sinfonietta, das Orchestra d’Archi Italiana, das Kammerorchester Winterthur, die Camerata Bern und das Swiss Jazz Orchestra und die Hamburger Symphoniker. Seine Kompositionen für Jazztrio und Orchester (Sonnenaufgang, Choral und Sehnsucht) wurden in verschiedenen Ländern Europas aufgeführt. Seit 2005 konzertierte er auch zusammen mit den 12 Cellisten der Berliner Philharmoniker, für die er das Werk Miniatur einer Seelenreise schrieb, siehe Youtube-Video.
Kennzeichen seines Trompetenspiels ist ein heller, klarer – der klassischen Musik entlehnter – Ton. Er improvisiert auch auf der Piccolotrompete und spielt manchmal auf einem selbst konstruierten Viertelton-Flügelhorn.
Stockhausen gibt jedes Jahr Seminare, sei es in Deutschland, Griechenland, Italien oder den USA, Themen sind Kreatives Trompetenspiel, Intuitive Music and More, Singen und Stille – Wenn die Seele singt.  „Transformation durch Klang“ ist sein wiederkehrendes Thema, denn es geht ihm nicht nur um musikalische Inhalte, sondern auch um die Schulung des Bewusstseins, der Empathie und die Entwicklung der Spiritualität. Im November 2019 startete er in Wuppertal das Forum Intuitive Musik.
Über 90 CD-Veröffentlichungen dokumentieren das Schaffen von Markus Stockhausen auf verschiedenen Labels. 2016 erschien die Duo CD Alba von Florian Weber und Markus Stockhausen bei ECM. 2017 erschien Far into the Stars, die neue CD von Quadrivium bei Okeh/Sony, 2018 Eternal Voyage live ebenda, 2019 Hamdelaneh mit dem persischen Santurspieler Alireza Mortazavi, 2020 Wild Life und 2021 Tales.

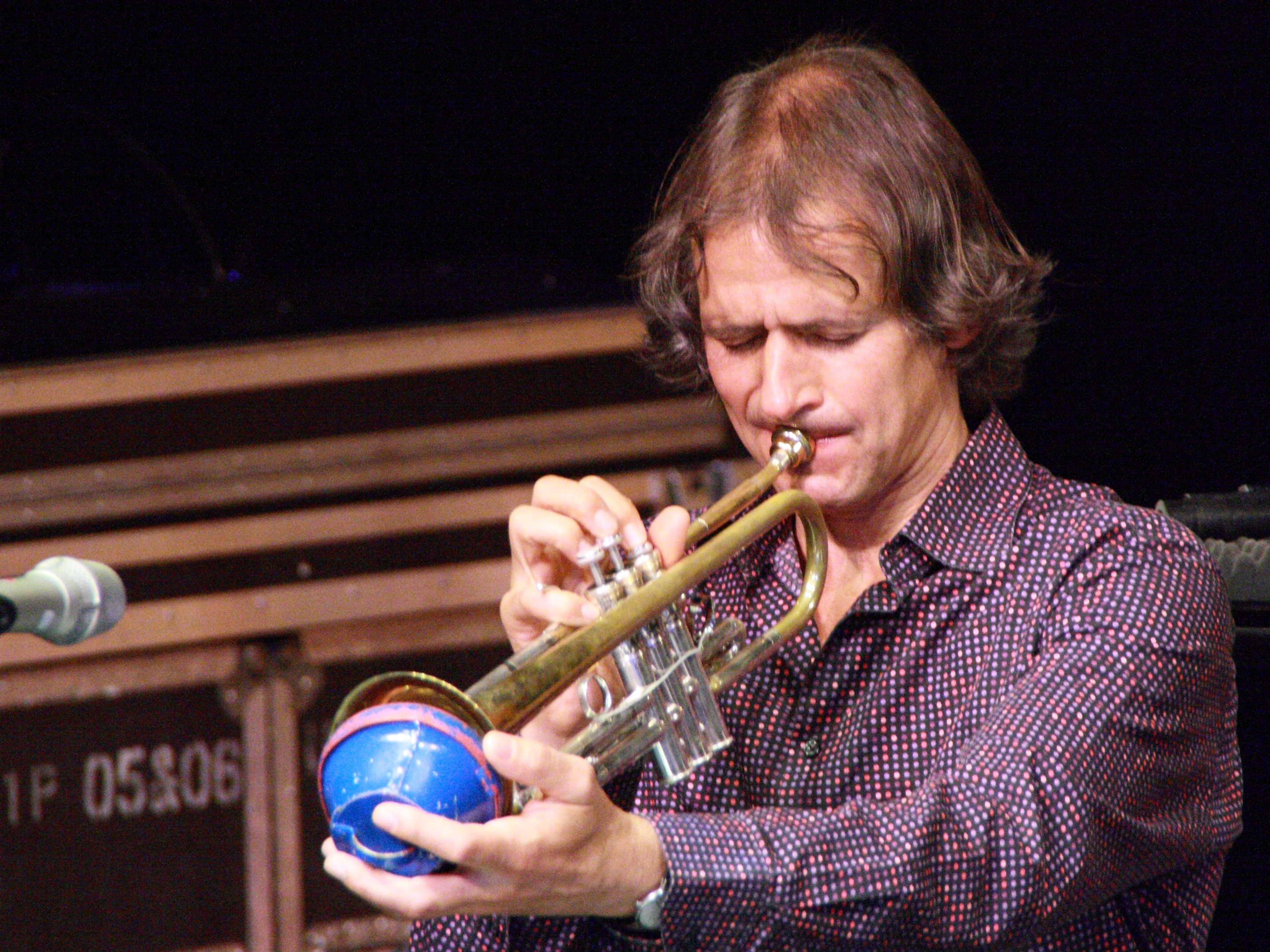
Markus Stockhausen (2009)

## Preise und Auszeichnungen
Stockhausen erhielt 1981 den Preis des Deutschen Musikwettbewerbs und 1983 für die Jazz-Platte Continuum (die im Trio mit Keyboarder Rainer Brüninghaus und Schlagzeuger Fredy Studer entstand) den Preis der Deutschen Schallplattenkritik. 1996 erhielt er den Europäischen Förderpreis für Musik in Wien, 2005 wurde er mit dem WDR-Jazzpreis als bester Improvisator ausgezeichnet. 2017 bekam er in Trier den JTI Jazz Award sowie die Silberne Stimmgabel des Landesmusikrates Nordrhein-Westfalen verliehen, 2018 den ECHO Jazz für seine CD Far into the Stars. 2021 wurde er als Blechbläser mit dem Deutschen Jazzpreis ausgezeichnet, 2023 zum Mitglied der Nordrhein-Westfälischen Akademie der Wissenschaften und der Künste gewählt.